# Wakeman with Wakeman
Wakeman with Wakeman is een studioalbum van Rick Wakeman.
De titel staat voor een samenwerking van vader Rick en zoon Adam Wakeman, maar die samenwerking was er alleen op de tournee volgend op het verschijnen van het album. Adam heeft nauwelijks bijgedragen aan het album. Het album is opgenomen op het eiland Man in de Bajonor Studio, de privéstudio van Rick destijds. Tijdstip september/oktober 1992.

## Musici
- Rick Wakeman – toetsinstrumenten
- Adam Wakeman - toetsinstrumenten op 3 en 10, orgel op 9, soli op 5 en 11
- Stuart Sawney – elektronische percussie, geluidstechnicus

## Tracklist
Allen van Rick Wakeman, behalve 3 en 10 van Adam Wakeman.

| Nr. | Titel               | Duur |
| --- | ------------------- | ---- |
| 1.  | Lure of the wild    | 7:06 |
| 2.  | The beach comber    | 4:06 |
| 3.  | Megalomania         | 3:05 |
| 4.  | Raga and rhyme      | 3:02 |
| 5.  | Sync or swim        | 6:05 |
| 6.  | Jiggajig            | 3:58 |
| 7.  | Caesarea            | 9;14 |
| 8.  | After the atom      | 4;54 |
| 9.  | The suicide shuffle | 3:18 |
| 10. | Past and present    | 3:20 |
| 11. | Paint It Black      | 5:36 |